# Македонска католическа лига
Македонската католическа лига е организация на българите бежанци униати от Вардарска и Егейска Македония, окупирани от Сърбия и Гърция след Балканската война.

## История
Учредена е на 12 юли 1922 година в София. Лигата е създадена с помощта на Македонската федеративна емигрантска организация и е в пълна услуга на организацията. Лигата си поставя за цел да действа пред католическите държави за превръщане на Македония в независима федеративна държава в нейните географски и икономически граници при пълно равенство на всички населяващи я народности, която да влезе като равноправен член в Балканска федерация. В ръководството и влизат Кочо Хаджириндов – председател, заменен през 1923 година от свещеник д-р Йероним Стамов, Божин Грубешлиев – подпредседател, Йордан Попдимитров – секретар, Никола Бахчеванов (1893 – 1984) – касиер, Атанас Младенов – библиотекар и Никола Георгиев и Георги Дионишев – членове-съветници. През 1924 година ръководството на лигата е в състав Йордан Попдимитров – председател, Васил Киров – подпредседател, Димитър Ичев – секретар, Тенчо Папукчиев – касиер и Атанас Диманин и Никола Георгиев – членове-съветници, а през 1925 година: Кирил Кандиларов – председател, свещеник Иван Чикичев – подпредседател, Петър Христов – секретар, Никола Бахчеванов – касиер, Тенчо Папукчиев – библиотекар и Тодор Поптодоров и Атанас Диманин – членове. На годишното събрание на Лигата на 18 май 1930 г. е избрано ново настоятелство в състав: Илия Поптанев – председател, Димитър Костов – подпредседател, Тома Гоцев – секретар, Трайко Пелтеков – касиер и Никола Георгиев, Иван Матов и Васил Андонов – членове, като в следващите години се извършват леки промени в ръководството.
Лигата е част от Съюза на македонските емигрантски организации, активно се занимава с политико-обществения живот на македонските бежанци в България и редовно изпраща апели до Великите сили в подкрепа на българските претенции в Македония. Папа Пий XI откликва на молбата на лигата и изпраща 500 000 лева помощи на бежанците в България. От тези пари лигата превежда 5000 лева в касата на Националния комитет на Съюза на македонските емигрантски организации. През 1931 година Македонската лига участва в Делегацията на македонското духовенство и подписването на общ меморандум до Обществото на народите, в който се залага за връщането на правата на българи православни и католици в останалите извън България предели. Заради тази си активна дейност Македонската католическа лига е в конфликт с останалите католически организации, но още в 1927 година дружество „Св. Цецилия“ и Македонската католическа лига подемат инициатива за обединение на всички католически дружества в България в една организация.
След Деветнадесетомайския преврат от 1934 година организацията е силно отслабена, а поради законови промени е наложено името Македонска католическа благотворителна лига. През 1936 година в управителното тяло влизат Димитър Георгиев Костов, Кирил Петров Кандиларов, Илия Поптанев, Никола Младенов Николов, Райко Димитров Пелтеков, Христо Георгиев, Туджаров и Никола Розов Паличев. Председатели на лигата последнователно са Кочо Хаджириндов (1922), Йордан Димитров (1925), Васил Киров (1925), К. Кандиларов (1925, 1928), Йордан Попдимитров (1926), Тодор Поптодоров (1928, 1929), Димитър Капцаров (1929), Илия Танев (1930 – 1932), Кирил Кандиларов (1933), Никола Бахчеванов (1934), Никола Георгиев (1935 – 1936), Димитър Костов (1936)
През 1941 година подпредседател на лигата е Димитър Костов.
По-активна дейност лигата развива след частичното освобождение на Македония по време на Втората световна война. През 1943 година се отбелязва тържествено годишнината на организацията. След Деветосептемврийския преврат от 1944 година Йероним Стамов възстановява дейността на лигата, която обаче окончателно е забранена в началото на 1947 година от правителството на Отечествения фронт.